# Вигљашка Хута-Калинка
Вигљашка Хута-Калинка (слч. Vígľašská Huta-Kalinka) насељено је мјесто са административним статусом сеоске општине (слч. obec) у округу Дјетва, у Банскобистричком крају, Словачка Република.

## Становништво
| Година:    | 1994. | 2004.   | 2014.   | 2024.   |
| ---------- | ----- | ------- | ------- | ------- |
| Број људи: | 384   | 377     | 360     | 339     |
| Разлика:   |       | -1,82 % | -4,50 % | -5,83 % |

| Година:    | 2023. | 2024.   |
| ---------- | ----- | ------- |
| Број људи: | 341   | 339     |
| Разлика:   |       | -0,58 % |

Према подацима о броју становника из 2011. године насеље је имало 364 становника.